# Teresa Bell
Pour les articles homonymes, voir Bell.
Teresa Bell (née Zarzeczny le 28 août 1966 à Washington Crossing (Pennsylvanie)) est une rameuse américaine.

## Biographie

### Palmarès

#### Jeux olympiques
- 1996 à Atlanta,  États-Unis
  -  Médaille d'argent en deux de couple poids légers[1]

#### Championnats du monde
- 1994 à Indianapolis,  États-Unis
  -  Médaille de bronze en deux de couple poids légers
- 1992 à Montréal,  Canada
  -  Médaille de bronze en deux de couple poids légers
- 1991 à Vienne,  Autriche
  -  Médaille d'argent en deux de couple poids légers